# Fabian Wilnis
Fabian Wilnis (Paramaribo, (Suriname), 23 augustus 1970) is een Nederlands voormalig profvoetballer die als verdediger speelde.
In het seizoen 1990/91 maakte hij zijn debuut in het betaald voetbal bij NAC. Hij speelde tot halverwege 1996 voor NAC en kwam in deze periode tot 133 competitieduels (3 doelpunten). Van het seizoen 1996/97 tot en met 1998/99 speelde hij 105 wedstrijden (1 doelpunt) voor De Graafschap. Nadien speelde hij tien jaar in Engeland. In 9 seizoenen kwam hij 282 keer uit voor Ipswich Town en in juli 2008 tekende hij voor een jaar bij Grays Athletic FC, waar hij nog 33 wedstrijden speelde. Hierna stopte Wilnis, op 38-jarige leeftijd, met zijn carrière als profvoetballer. Hij speelde vanaf januari 2010 nog anderhalf seizoen op lager amateurniveau bij VV Smitshoek. 
Medio 2011 werd hij assistent-trainer bij VV Heerjansdam. In november 2011 ging hij als trainer aan de slag in de jeugdopleiding van Colchester United FC. In februari 2014 maakte Wilnis op 43-jarige leeftijd een kortstondige rentree als speler bij Leiston FC dat uitkwam in de Isthmian Football League. Hij was twee jaar werkzaam bij een jeugdacademie in de Verenigde Staten voor hij in 2018 de onder 19 van VV Nieuwerkerk ging trainen.
Wilnis is een oom van Marciano en Jeffrey Bruma.

## Zie ook

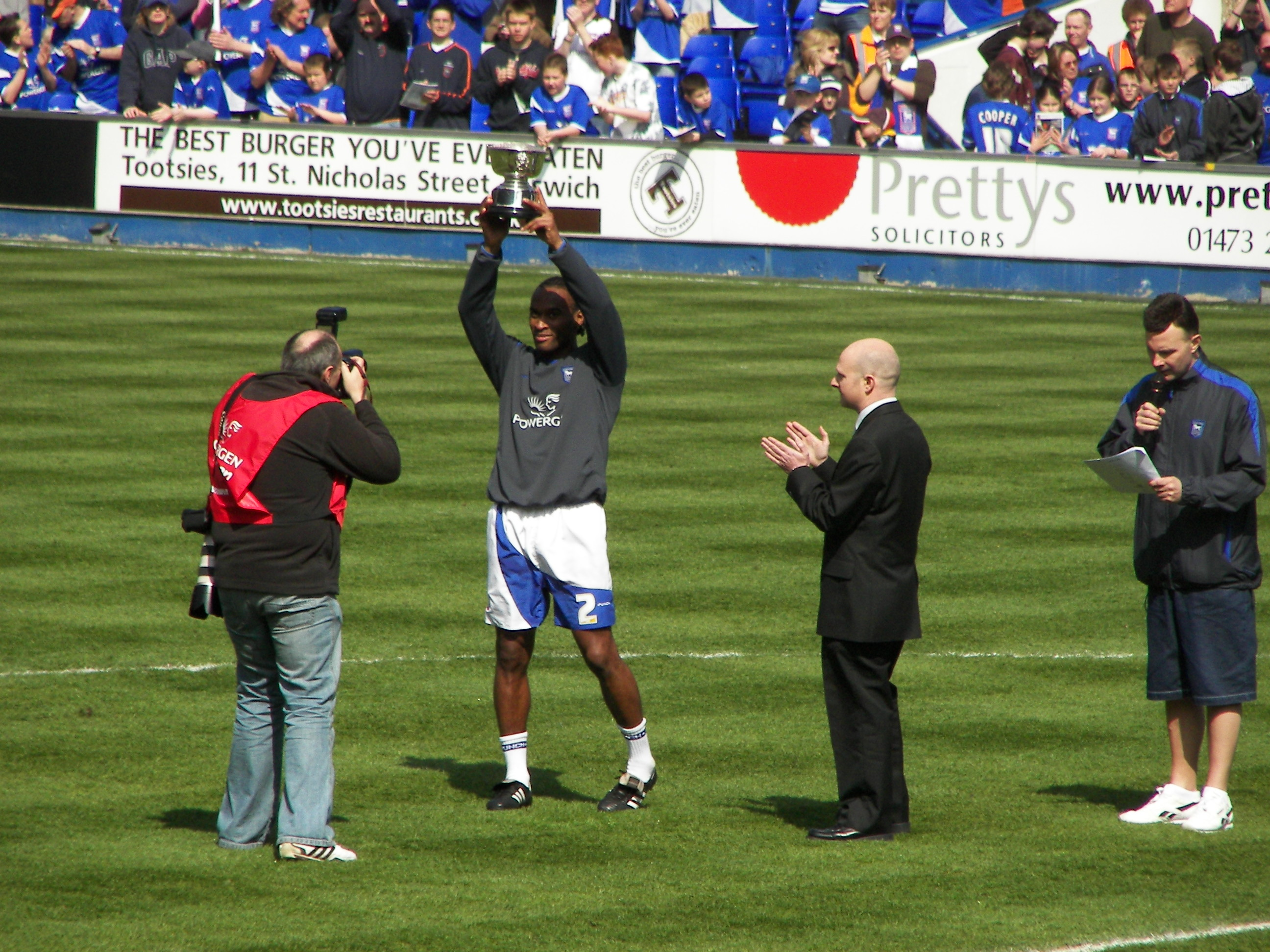
Wilnis met de prijs voor Ipswich speler van het seizoen 2005/06